# Menneus dromedarius
Espèce
Menneus dromedarius est une espèce d'araignées aranéomorphes de la famille des Deinopidae.

## Distribution
Cette espèce se rencontre à Madagascar et en Afrique du Sud,.

## Description
Le mâle décrit par Coddington, Kuntner et Opell en 2012 mesure 10,0 mm et la femelle 8,8 mm. Les mâles mesurent de 10,0 à 13,3 mm et les femelles de 8,8 à 17,5 mm.

## Publication originale
- Purcell, 1904 : Descriptions of new genera and species of South African spiders. Transactions of the South African Philosophical Society, vol. 15, p. 115-173 (texte intégral).